# Ratiboř (ort i Tjeckien, Södra Böhmen)
Ratiboř är en ort i Tjeckien. Den ligger i regionen Södra Böhmen, i den centrala delen av landet, 110 km söder om huvudstaden Prag. Ratiboř ligger 498 meter över havet och antalet invånare är 159.
Terrängen runt Ratiboř är platt. Runt Ratiboř är det ganska glesbefolkat, med 28 invånare per kvadratkilometer. Närmaste större samhälle är Jindřichův Hradec, 6,4 km öster om Ratiboř. Omgivningarna runt Ratiboř är en mosaik av jordbruksmark och naturlig växtlighet.